# Rita Steblin

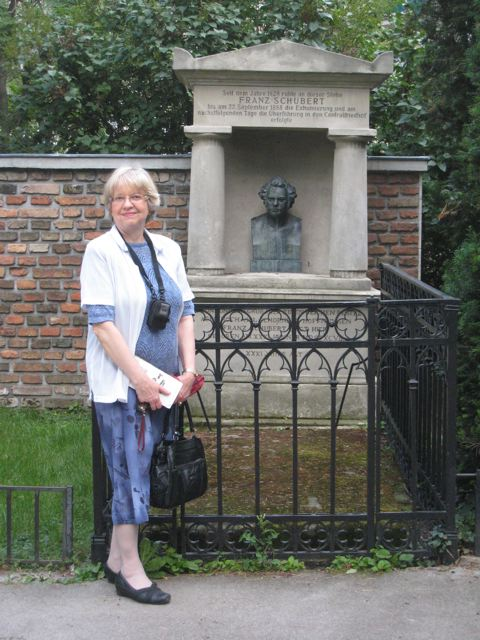
Schubert-Expertin Rita Steblin am Grab von Franz Schubert (2012)

Rita Katherine Steblin (* 22. April 1951 in Chilliwack, British Columbia, Kanada; † 3. September 2019 in Wien) war eine Musikwissenschaftlerin, bekannt für ihre Archivarbeit, in der sie Musikgeschichte mit Ikonographie und Genealogie verband.

## Leben
Sie war die Tochter von Sergej und Renata Steblin, einer Mitbegründerin der Richmond Baptist Church.
Nach Abschluss ihrer Studien in Vancouver, Toronto, Urbana (Illinois) und an der Hochschule für Musik und darstellende Kunst in Wien arbeitete sie in Kanada (vor allem in Vancouver) und seit 1991 in Wien; dort zunächst am Internationalen Franz-Schubert-Institut und dann als unabhängige Forscherin.
Steblins Forschungsschwerpunkte waren Ludwig van Beethoven, Franz Schubert, die Charakteristika von Tonarten und das musikalische und gesellschaftliche Leben im späten 18. und frühen 19. Jahrhundert in Österreich (einschließlich Ungarn und Böhmen).

## Kontroverse um Schuberts Sexualität
In der Diskussion um die Sexualität Franz Schuberts war sie eine der schärfsten Kritikerinnen des Musikwissenschaftlers Maynard Solomon, welcher 1989 als erster die viel diskutierte Theorie der Homosexualität Schuberts in einem wissenschaftlichen Rahmen offen dargelegt hatte.
Sie publizierte zahlreiche Artikel zu diesem Thema und wurde von Solomon und anderen für ihre Theorien kritisiert. Im Jahr 1994 schrieb sie: „Vielleicht sollten wir untersuchen, was an Schubert so attraktiv ist für modische politische Ideologien. Warum haben die Nazis Schubert missbraucht, um ihre Theorien der rein arischen Rasse zu fördern? (...) Und warum wird Schubert jetzt, wo die Beweise so fragwürdig sind, so leidenschaftlich als homosexueller Komponist propagiert?“ Dafür wurde sie wiederum kritisiert, etwa von Charles Rosen.

## Schriften (Auswahl)

### Über Beethoven
- 1992: The newly discovered Hochenecker portrait of Beethoven (1819). „Das ähnlichste Bildnis Beethovens“. In: Journal of the American Musicological Society 45/3: S. 468–497.
- 1996: Beethovens Lebendmaske in einem Bericht von C. F. Pohl, in: Wiener Beethoven-Gesellschaft Mitteilungsblatt 27/1: S. 1–4.
- 1999: So wurde nach Ferd. Schubert’s Entwurfe Beethovens Grabmal aufgeführt, in: Wiener Beethoven-Gesellschaft Mitteilungsblatt, 30/3–4: S. 9–16.
- 2001: Ein wenig bekanntes Beethoven-Porträt. In: Wiener Beethoven-Gesellschaft Mitteilungsblatt 32/2: S. 1–4.
- 2001: „Beethoven’s Immortal Beloved: Evidence against Almerie Esterházy“. Abstracts of Papers Read at the Meeting of the American Musicological Society, Sixty-Seventh Annual Meeting, November 15–18, p. 56. (PDF)
- 2002: Josephine Gräfin Brunswick-Deyms Geheimnis enthüllt: Neue Ergebnisse zu ihrer Beziehung zu Beethoven. In: Österreichische Musikzeitschrift 57/6 (Juni), S. 23–31.
- 2003: „Höchle zeichnete mir diesen Leichenzug“. Anton Gräffer, Johann Nepomuk Hoechle und die verschollene Zeichnung von Beethovens Begräbnisfeier. In: Wiener Geschichtsblätter 58/4, S. 299–315.
- 2007: „Auf diese Art mit A geht alles zugrunde“. A New Look at Beethoven's Diary Entry and the „Immortal Beloved“. In: Bonner Beethoven-Studien, Band 6, S. 147–180. – Leicht gekürzte deutsche Übersetzung unter dem Titel Beethovens „Unsterbliche Geliebte“. Des Rätsels Lösung. In: Österreichische Musikzeitschrift Jg. 64 (2009)/2, S. 4–17.
- 2007 (mit Dagmar Skwara): Ein Brief Christoph Freiherr von Stackelbergs an Josephine Brunsvik-Deym-Stackelberg. In: Bonner Beethoven-Studien Band 6, S. 181–187.
- 2007: Beethovens Beziehungen zu Wiener Klavierbauern um 1800 im Licht neuer Dokumente der Familie Brunswick. In: Beatrix Darmstädter, Alfons Huber, Rudolf Hopfner (Hrsg.): Das Wiener Klavier bis 1850. Hans Schneider, Tutzing. S. 73–82.
- 2007: Joseph Deym and His Wax Museum: A Transitional Artist Important to Mozart and Beethoven. In: International Musicological Society Meeting, Zürich.
- 2009: „A dear, enchanting girl who loves me and whom I love“: New Facts about Beethoven’s Beloved Piano Pupil Julie Guicciardi. In: Bonner Beethoven-Studien Band 8, S. 89–152.
- 2009: Beethoven’s Name in Viennese Conscription Records. In: Beethoven Journal 24/1: S. 4–13.
- 2012: Beethoven Mentions in Documents of the Viennese Tonkünstler-Societät, 1795 to 1824, in: Bonner Beethoven-Studien, Band 10, S. 139–188.
- 2013: Beethoven in the Diaries of Johann Nepomuk Chotek, Bonn: Verlag Beethoven-Haus, Carus, ISBN 978-3-88188-133-3.

### Über Schubert
- 1992: Ein unbekanntes frühes Schubert-Porträt? Franz Schubert und der Maler Josef Abel. Jahresgabe […] für die Mitglieder des Internationalen Franz-Schubert-Instituts (IFSI) und der Deutschen Schubert-Gesellschaft e. V., Tutzing. ISBN 3795207436.
- 1996: Babette und Therese Kunz: neue Forschungen zum Freundeskreis um Franz Schubert und Leopold Kupelwieser. Vom Pasqualatihaus. Wien, ISBN 3901254161.
- 1997: Schubert’s ‘Nina’ and the True Peacocks, in: The Musical Times, Vol. 138, No. 1849, S. 13–19.
- 1998: Die Unsinnsgesellschaft: Franz Schubert, Leopold Kupelwieser und ihr Freundeskreis. Böhlau, ISBN 3205988205.
- 2001: Franz Schubert – das dreizehnte Kind, in: Wiener Geschichtsblätter 3, S. 245–265.
- 2001: Schubert’s Problematic Relationship with Johann Mayrhofer: New Documentary Evidence, in: Barbara Haggh (Hg.): Essays on Music and Culture in Honor of Herbert Kellman, S. 465–495.
- 2002: Schubert’s Beloved Singer Therese Grob: New Documentary Research, in: Schubert durch die Brille, vol. 28, S. 55–100.
- 2008: „Schober’s Love Affair with Marie von Spaun and the Role Played by Helene Schmith, the Wife of Mozart’s First Violinist.“ Schubert: Perspektiven 8, S. 48–86.
- 2008: „Schubert’s Pepi: His Love Affair with the Chambermaid Josepha Pöcklhofer and Her Surprising Fate.“ The Musical Times, S. 47–69.
- 2010: „Who Commissioned Schubert’s Oratorio 'Lazarus'? A Solution to the Mystery. Salieri and the Tonkünstler-Societät.“ Schubert: Perspektiven. 9, S. 145–181.
- 2010: Michael Holzer, Schubert's Music Teacher in Lichtental: A New Genealogical Study, in: Schubert: Perspektiven, vol. 10/1, S. 10–44.
- 2010: New Thoughts on Schubert’s Role in the Unsinnsgesellschaft, in: Schubert: Perspektiven, Band 10/2, S. 191–223.
- 2011: Der Komponist Joseph Lanz (1797–1873): Ein vergessener Freund Franz Schuberts aus Oberösterreich, in: Streifzüge II. Beiträge zur oberösterreichischen Musikgeschichte, hrsg. Klaus Petermayr und Erich Wolfgang Partsch (Linz: OÖ Volksliedwerk), S. 77–107.

### Andere Themen
- 1987: „Towards a History of Absolute Pitch Recognition.“ College Music Symposium 27, S. 141–153.
- 1990: „Death as a Fiddler: the Study of a Convention in European Art, Literature and Music.“ Basler Jahrbuch für historische Musikpraxis. Vol. 14, S. 271–322.
- 1991: „Eine Violine aus dem Besitz von Leopold Mozart?“ In: Gerhard Stradner (Hg.): Die Klangwelt Mozarts. Kunsthistorisches Museum, Wien, S. 32–37, 194–195.
- 2000: „Haydn’s Orgeldienst in der damaligen Gräfl. Haugwitzischen Kapelle.“ In: Wiener Geschichtsblätter 55/2, S. 124–134.
- 2002: A History of Key Characteristics in the Eighteenth and Early Nineteenth Centuries. 2. Aufl.: Rochester University Press. ISBN 1-58046-041-0. (1. Aufl.: Ann Arbor: UMI Research Press, ISBN 0835714187.)
- 2009: „Weber-Notizen eines Prager Adligen: Johann Nepomuk von Choteks Tagebücher 1813–1823 in Bezug auf Carl Maria von Weber.“ Weberiana, Bd. 19.
- 2010: „Neue Fakten zu Johann Strauß und Joseph Lanner: Die Frauen-Freundschaft zwischen Magdalena Schubert, Therese Grob und Anna Streim.“ In: Wiener Geschichtsblätter 65/4, S. 265–279.
- 2012: Paul Wranitzky (1756–1808): New Biographical Facts from Vienna’s Archives. In: Mozart Studien, Band 21, S. 369–395.
- 2013: Anton Wranitzky (1761–1820). New Biographical Facts from Vienna’s Archives. in: Mozart Studien, Band 22, S. 295–341.
- 2013: Mälzel’s Early Career to 1813. New Archival Research in Regensburg and Vienna. In: colloquium collegarum. Festschrift für David Hiley zum 65. Geburtstag (= Regensburger Studien zur Musikgeschichte, Band 10), hrsg. Wolfgang Horn und Fabian Weber (Tutzing: Hans Schneider), S. 161–210.